# Almgården (Malmö)
Almgården is een wijk in het stadsdeel Husie van de Zweedse stad Malmö. De wijk telt 1.717 inwoners (2013) en heeft een oppervlakte van 0,27 km². Almgården was onderdeel van het miljoenenprogramma en bevat daardoor veel woningen uit de begin jaren 70 van de twintigste eeuw.
Almgården kent een relatief grote aanhang voor de rechtse partij Sverigedemokraterna. Tijdens de verkiezingen van 2006 stemde 18 procent op de partij, in 2010 was dit 30 procent.

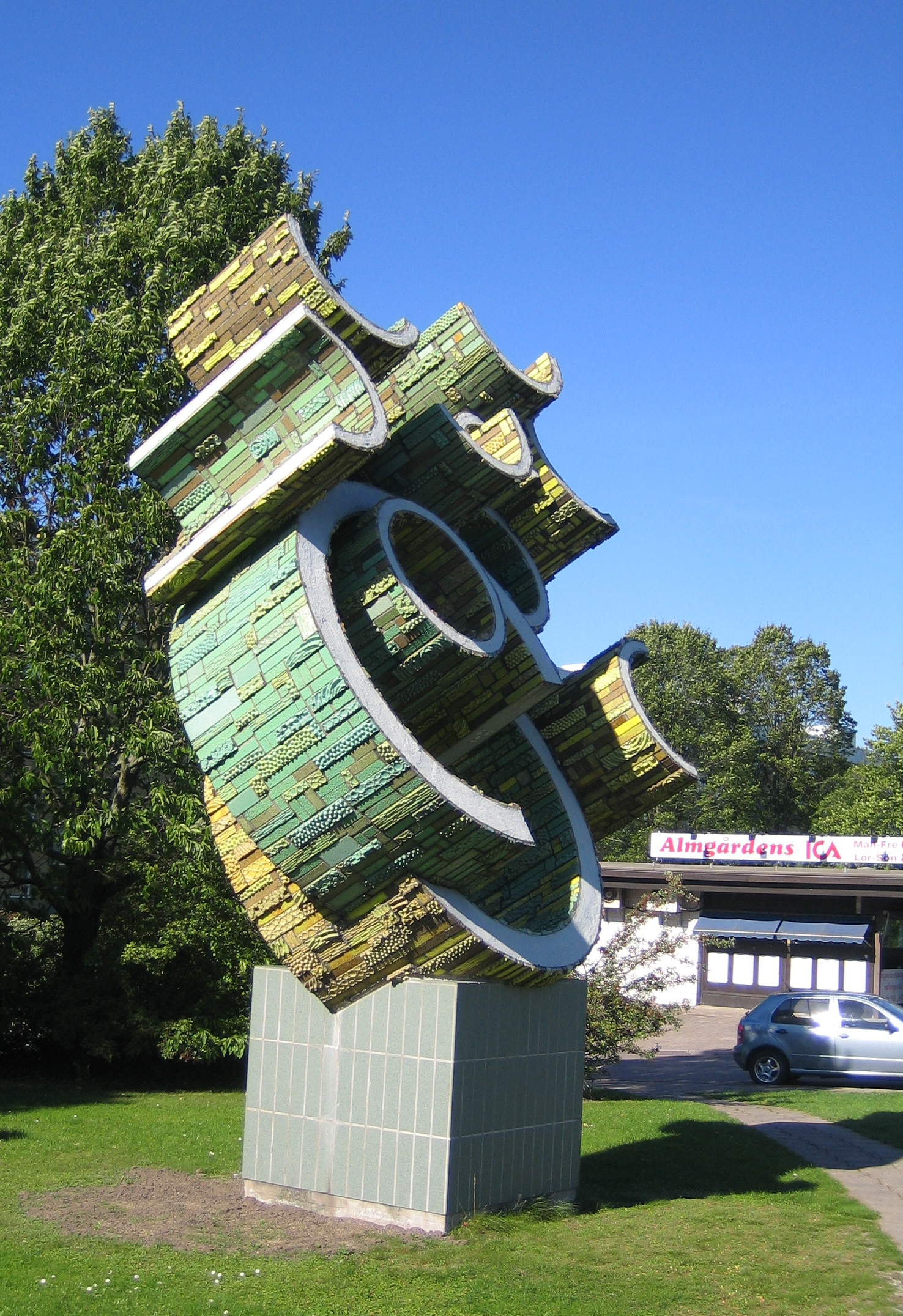
Kunstwerk van Stig Carlsson in de wijk.